# Horn (Limburg)
Horn (Limburgs: Häör) is een kerkdorp in de Nederlandse provincie Limburg. Het dorp maakt sinds 2007 deel uit van de gemeente Leudal, daarvóór behoorde het bij de gemeente Haelen en daarvóór (tot 1991) was het zelfstandig.

## Etymologie
In 1102 wordt de plaats genoemd als Hurne. In diezelfde eeuw komen ook de spelling Hurnen, Hornin en Horne voor. De naam zou afgeleid zijn van de Germaanse naam Hornjôn, wat duidt op een hoek die wat hoger gelegen is in een moerassig land. Sindsdien zijn er vele schrijfwijzen geweest, waarvan Horne lange tijd het vaakst voorkwam. Doordat de Hornse graaf Filips van Montmorency (1524-1568) in de aanloop van de Tachtigjarige Oorlog een belangrijke rol speelde, is de naam door geschiedschrijvers vaak vervormd tot Hoorne of Hoorn, wat tot de nodige verwarring heeft geleid met onder meer de Noord-Hollandse stad Hoorn, die verder niets met de graaf van Horne van doen heeft. In het Frans werd de plaats vaak Hornes genoemd. Ten slotte is de e weggevallen en heet de plaats tegenwoordig Horn.

## Geschiedenis

### Oorsprong
Er zijn rond Horn sporen van prehistorische en Romeinse nederzettingen gevonden. In 957 is er sprake van Horn als zelfstandige parochie, en ook ergens in de 10e eeuw hebben de heren van Horn zich er gevestigd. In 1102 werd voor het eerst schriftelijk melding gemaakt van een heer van Horn.

### Graafschap
De plaats werd in 1450 zetel van een eigen graafschap, dat oorspronkelijk bestond uit de dorpen Heythuysen, Roggel, Neer, Nunhem, Buggenum, Beegden, Haelen, Geistingen, Ophoven en Horn zelf. Van het graafschap Horn kan men her en der sporen vinden, zoals het Kasteel Horn. In 1614 werd het Graafschap onderdeel van het Prinsbisdom Luik.

### Moderne tijd
Omstreeks 1795 werd het graafschap opgeheven en werd Horn een zelfstandige gemeente, die in 1991 bij de fusiegemeente Haelen werd gevoegd en in 2007 fuseerde deze opnieuw met een aantal gemeenten tot de gemeente Leudal.
In 1867 werd de Maasbrug bij Roermond geopend, welke in de loop der jaren herhaaldelijk werd vergroot.
In 1910 kwamen de Missiezusters Dienaressen van de Heilige Geest uit Steyl, welke zich wijdden aan onderwijs en ziekenzorg. Omstreeks 1912 werd het Heilig Hart van Maria-klooster gebouwd. De zusters bleven er tot 1985. Dezelfde zusters stichtten in 1921 het sanatorium Hornerheide.
In 1957 stichtten de Dominicanessen van Bethanië het klooster met bijbehorend jeugddorp Bethanië.
Vooral na de Tweede Wereldoorlog breidde Horn zich uit in noordwestelijke richting. Ook aan de Maas veranderde veel door grindafgravingen, waarbij uitgestrekte plassen ontstonden. Reeds waren in de jaren '20 en '30 van de 20e eeuw vele Maasbochten afgesneden en werd in 1972 het Lateraalkanaal Linne-Buggenum geopend.

### Leudal
Door de samenvoeging van de gemeenten Haelen, Heythuysen, Hunsel en Roggel en Neer is voor een groot deel het oude grondgebied van het graafschap weer samen onder één bestuur gekomen. De nieuwe gemeente heeft niet voor oude graafschapnaam gekozen - wat voor de dorpen Baexem en Grathem, eerder al bij de fusiepartner Heythuysen ondergebracht, alsmede voor Hunsel ook niet zou kloppen - maar voor de naam Leudal.

## Bezienswaardigheden
- Kasteel Horn, zetel van de heren, later graven, van Horn.
- Standbeeld van Filips van Montmorency op het Van Horneplein
- Beltmolen De Hoop, van 1817
- Beltmolen De Welvaart, van 1865
- Sint-Martinuskerk, van 1936-1937
- Sint-Rochuskapel
- Sint-Jozefkapel
- Onze-Lieve-Vrouw-van-Lourdeskapel
- Voormalig sanatorium Hornerheide met de Boskapel

### Zie ook

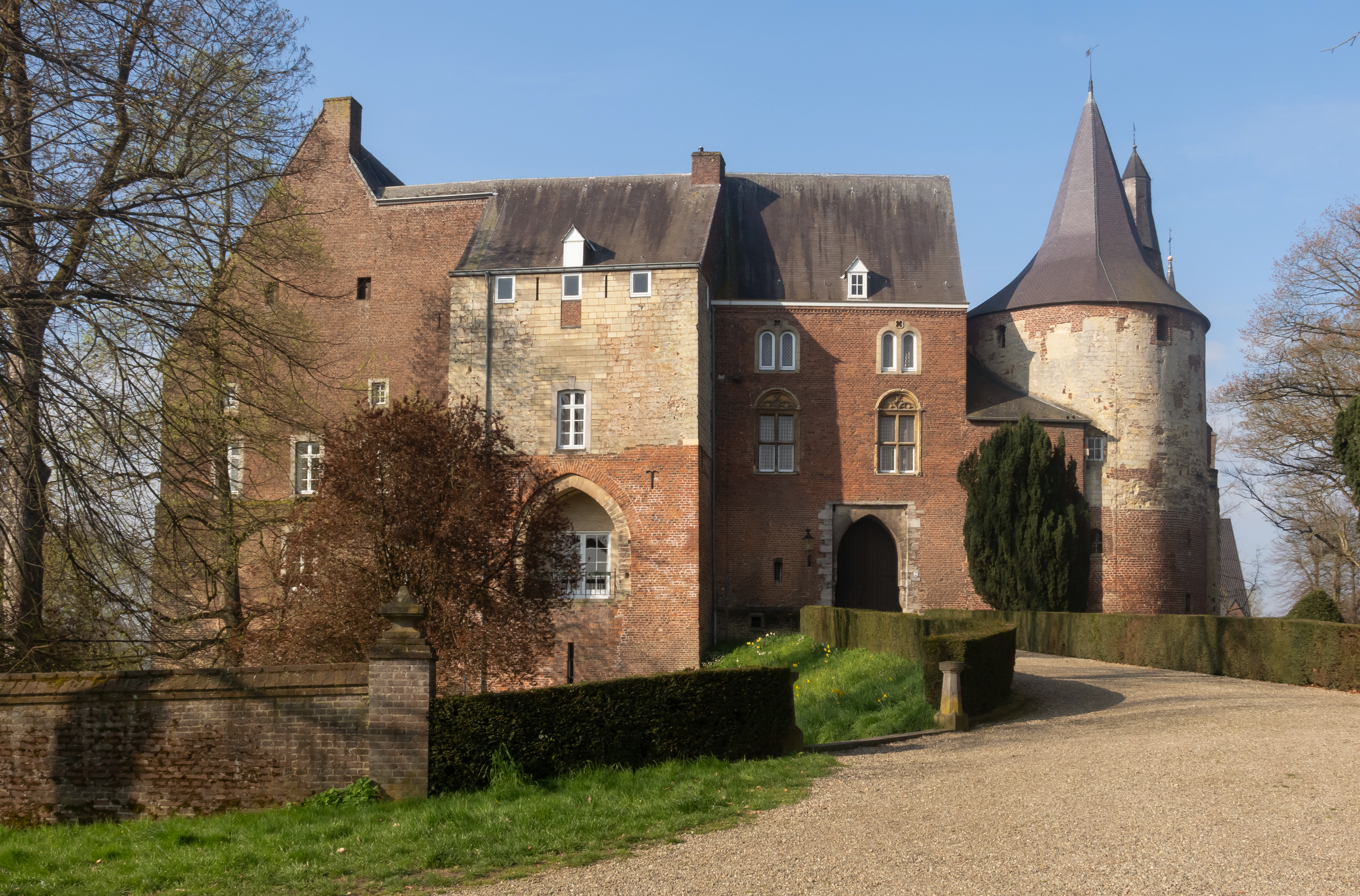
Kasteel Horn
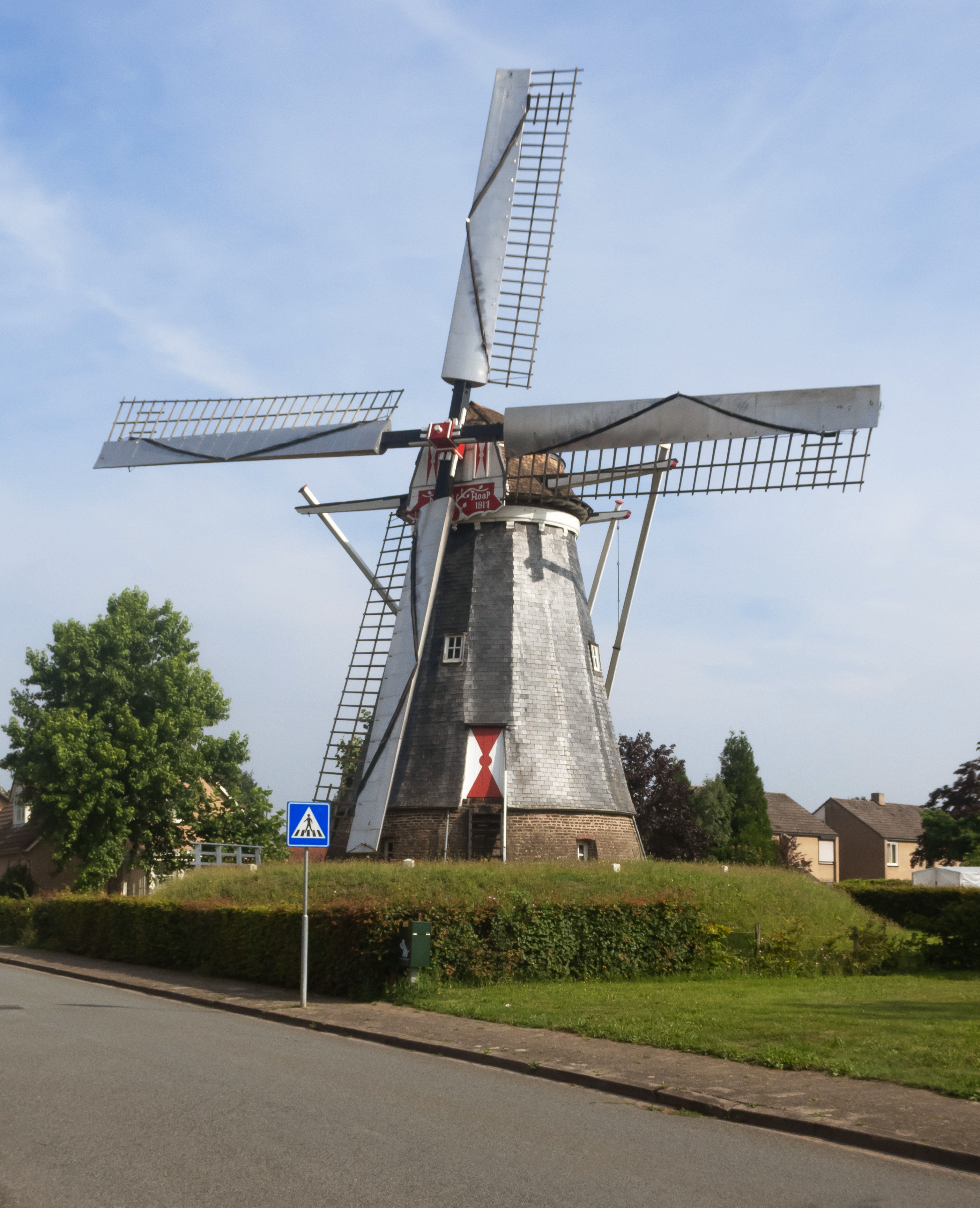
Molen de Hoop

## Natuur en landschap
Horn ligt aan de Maas, op een hoogte van ongeveer 20 meter. Het Lateraalkanaal Linne-Buggenum loopt parallel aan de Maas en werd ten behoeve van de scheepvaart aangelegd. Ten noordwesten van de kom bevinden zich de natuurgebieden Kloppeven en Houterven, feitelijk een vroegere Maasarm. Ten westen van Horn liggen bosgebieden met heide- en stuifzandrestanten, waarvan de Beegderheide het belangrijkste is. Aansluitend vindt men het landgoed Exaten en de Hornerheide, waar een sanatorium gevestigd was.

## Verenigingen
Horn herbergt een aantal verenigingen, onder meer harmonieën (Harmonie de drie Horens & de Jeugdharmonie), een heemkundevereniging, een handbalvereniging, een schutterij (Sint Martinus sinds 1558), een voetbalclub (KSV Horn), een volleybalvereniging en een tennisclub.
Daarnaast heeft Horn als enige woonkern in de gemeente Leudal een scoutingvereniging (Robert Kennedy Groep Horn sinds 1968).

## Geboren in of verbonden met Horn
- Johannes Paulus Barten (1921-1991), Engelandvaarder
- Leo Beulen (1960), Commandant Landstrijdkrachten.
- Wilhelmus Demarteau (24 januari 1917 - 5 december 2012), bisschop van Banjarmasin
- Katharina von Gemen (1420 - 1496), dochter van Oda van Horn en Freiherr Johann II von Gemen
- Maurice Graef (22 augustus 1969), oud-profvoetballer van VVV-Venlo, N.E.C. en Roda JC
- Leo Hendrikx (1923-2023), Engelandvaarder
- Oda van Horn (1385 - 1442), dochter van Willem van Horne en Johanna van Loon-Heinsberg
- Filips van Montmorency (1524-1568), graaf van Horne
- Teunkie van der Sluijs (1981), toneelregisseur
- Steve Wijler (1996), boogschutter

## Nabijgelegen kernen
Haelen, Heythuysen, Baexem, Roermond (Maasbrug), Buggenum, Beegden, Grathem